# Estação Universidad (Metrorrey)
A Estação Universidad é uma das estações do Metrorrey, situada em San Nicolás, entre a Estação Anáhuac e a Estação Niños Héroes. Administrada pela STC Metrorrey, faz parte da Linha 2.
Foi inaugurada em 31 de outubro de 2007. Localiza-se no cruzamento da Avenida Universidad com a Rua Munich. Atende o bairro Cuauhtémoc.
A estação recebeu esse nome por prestar serviço à Cidade Universitária da Universidad Autónoma de Nuevo León, proporcionando à comunidade um meio de transporte rápido, confiável e eficaz. A universidade, que é a terceira maior do México, conta com cerca de 171,7 mil estudantes. A estação também é responsável por receber os torcedores que vão ao Estádio Universitario de Nuevo León, sede do Tigres UANL.